# Голатен
Голатен (нем. Golaten) — бывшая коммуна в Швейцарии, в кантоне Берн. С 1 января 2019 года вошла в состав коммуны Кальнах округа Зеланд.
До 2009 года входила в состав округа Лаупен, с 2010 до 2018 года — в Берн-Миттельланд. Население составляет 284 человек (на 1 января 2010 года). Официальный код — 0664.